# 1560
1560 (MDLX) fue un año bisiesto comenzado en lunes del calendario juliano.

## Acontecimientos
- 16 de septiembre: El predicador calvinista Gian Luigi Pascale, enviado por el mismo Juan Calvino para predicar en las comunidades valdenses de Calabria, resistiendo todas las torturas infligidas por la Inquisición fue quemado en la hoguera en Roma.[1]
- Juan Fernández Ladrillero, Baltasar Rodríguez y Andrés Toscano, vecinos de la Villa de Colima, inician la pesquería de perlas, “ostiales”, y peces marinos en aguas del puerto de San Juan de Salagua, y se generaliza en la Nueva España el nombre de Salagua como propio de este puerto de Colima (Ciudad).
- El sultán Muley Abdalá el Galib Billah cede el Peñón de Alhucemas al Rey Felipe II para que le ayude en su lucha contra el Imperio otomano.
- Jean Nicot introduce el tabaco en la corte de Francia.
- Se proclama la bula de creación del Concilio de Trento.
- Laos- La ciudad de Vientián es nombrada la capital del Reino de Lan Xang, el Reino del Millón de Elefantes
- Oda Nobunaga derrota a Imagawa Yoshimoto en la batalla de Okehazama.

## Nacimientos
- 7 de agosto (?) - Erzsébet Báthory, condesa de Transilvania,asesina en serie.
- Martín de Aranda Valdivia, jesuita español de la Compañía de Jesús.

## Fallecimientos
- 7 de febrero: Baccio Bandinelli, pintor y escultor italiano (n. 1493)
- 12 de junio: Imagawa Yoshimoto, Daimio del periodo sengoku.
- 29 de septiembre: Gustavo I, rey de Suecia.
- 5 de diciembre: Francisco II, rey de Francia (n. 1544).
- Melchor Cano, fraile dominico, teólogo y obispo español.
- Agustín de Zarate, contador y cronista del Perú
- María de Guisa, reina consorte de Escocia (n. 1515)